# Himladrottningen

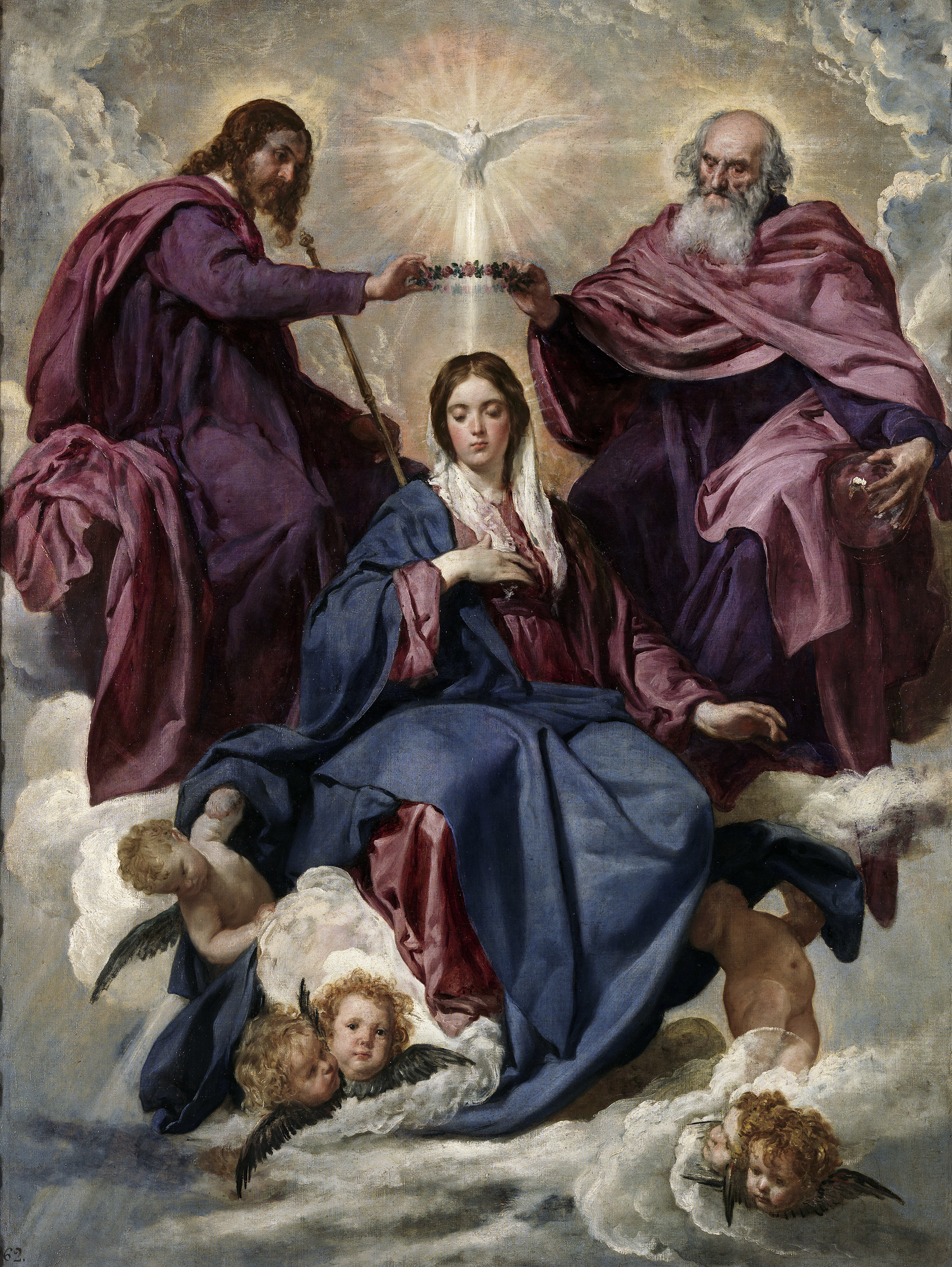
Jungfru Marie kröning. Målning av Diego Velázquez.

Himladrottningen, på latin Regina Caeli, ”Himmelens drottning”, avser en av Jungfru Marias titlar både i medeltida kristendom och nutida katolsk. Den moderna katolska kyrkan firar detta som en minnesdag med namnet Jungfru Maria Drottningen den 22 augusti.
Titeln motiveras med att Maria enligt Katolska kyrkans lära har upptagits med både kropp och själ till himmelen där hon tronar tillsammans med sin son Jesus Kristus.

## Marie kröning
Ett mycket vanligt medeltida konstmotiv är Marie kröning eller Jungfru Marie kröning, där Maria kröns till himmelens drottning. Motivet var särskilt vanligt under gotiken och visar hur antingen Marias son Jesus eller Gud i form av den heliga Treenigheten placerar en krona på hennes huvud.